# 3e eeuw v.Chr.
De 3e eeuw v.Chr. (van de christelijke jaartelling) is de 3e periode van 100 jaar, dus bestaande uit de jaren 300 tot en met 201 v.Chr. De 3e eeuw v.Chr. behoort tot het 1e millennium v.Chr.

## Gebeurtenissen en ontwikkelingen

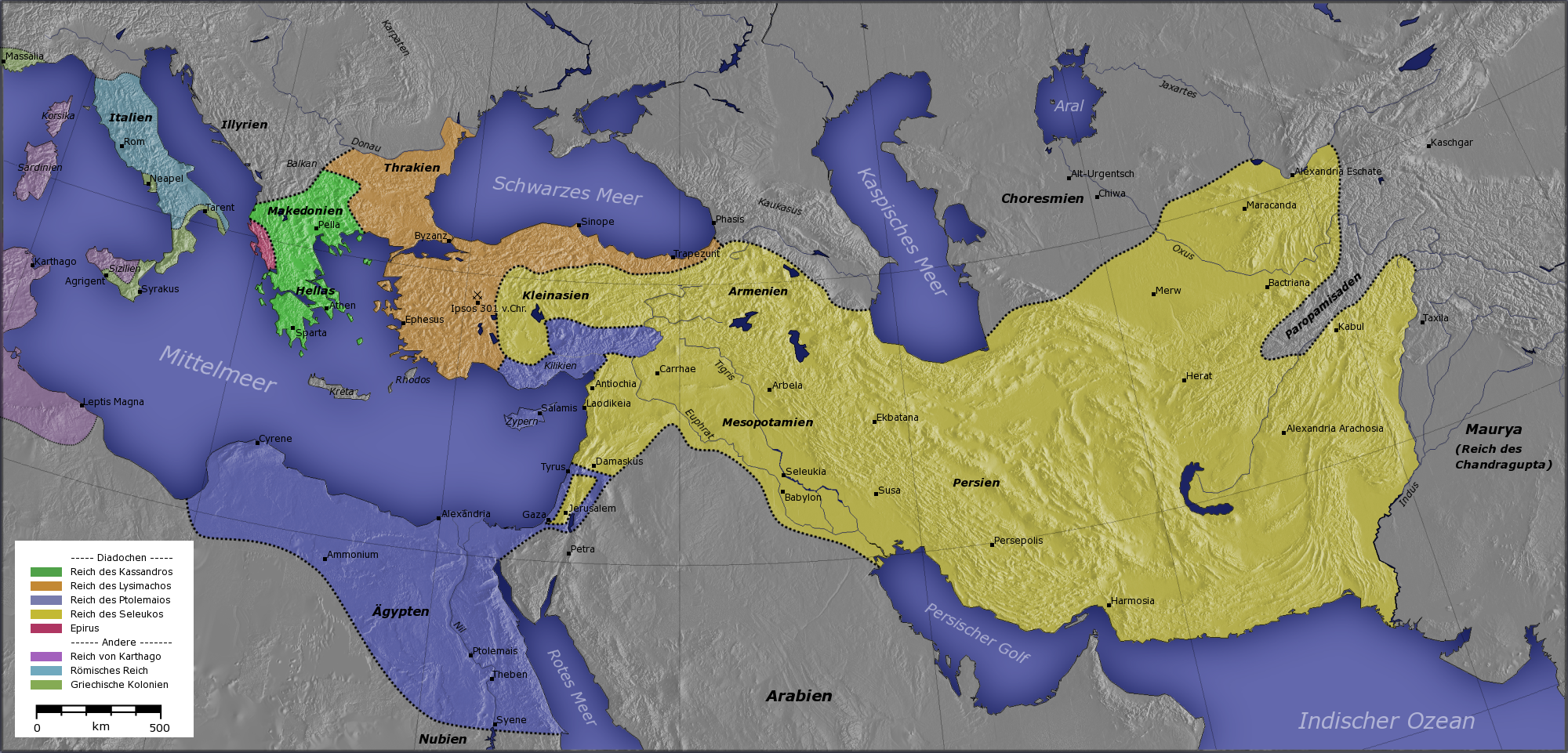
Koninkrijken van de Diadochen na de Slag bij Ipsus.
Rijk van Ptolemaeus
Rijk van Kassander
Rijk van Lysimachus
Rijk van Seleucus

Opdeling van het rijk van Alexander de Grote
- 301-294 v.Chr. : Macedonië komt in handen van de Antipatriden.

Na de dood van Alexander de Grote sluiten verschillende streken van Aetolia, ten oosten van Akarnania en ten noorden van de Korinthische Golf, zich in een bondgenootschap aaneen, naar het voorbeeld van de Achaeïsche Bond. Deze twee statenbonden bepalen dan de Griekse politiek, naast de diadochen van Macedonië. De Aetoliërs slagen erin de aansluiting van verschillende geconfedereerde staten en steden te verkrijgen. In 270 v.Chr. bezette de Aetolische Bond het gebied van 
Delphi, wat het begin wordt van een aanzienlijke gebiedsuitbreiding. Vanaf 
220 controleert de Bond zelfs heel Midden-Griekenland, met uitzondering van Attica.
Midden-Oosten
- 301-281 v.Chr. : Mesopotamie komt in handen van Seleucus I Nicator, hij sticht het Seleucidische Rijk.
- 301-283 v.Chr. : Egypte komt in handen van Ptolemaeus I Soter, stichter van het Ptolemeïsche rijk.
- Onder de Attaliden wordt de stadstaat Pergamon, een centrum van hellenistische cultuur, en een van de fraaiste steden van de oude wereld, met een rijkdom aan monumentale tempels, fonteinen, gymnasia en andere bouwwerken (onder meer een befaamde bibliotheek).
- Syrische Oorlogen. De oorlogen tussen de Ptolemaeën en de Seleuciden eisen hun tol in het land van Juda, en veroorzaken mede een machtsstrijd binnen de Joodse aristocratie tussen de families van de Oniaden en de Tobiaden, die ongeveer 80 jaar zal duren.
- Door de voortdurende oorlogen tussen Ptolemaeën en Seleuciden krijgen satrapieën als het Grieks-Bactrisch koninkrijk de kans zich te ontwikkelen. Dit land ligt op de zijderoute en bereikt een hoge welvaart.
- De Wierookroute komt tot ontwikkeling. Dit is een reeks belangrijke oude handelsroutes die zich uitstrekken van Egypte naar India, Arabië en Somalië.

Europa
- Rond 270 v.Chr. hebben de Romeinen heel Italië onderworpen. Later deze eeuw weren ze Hannibal Barcas af in de Punische oorlogen.
- Door politieke hervormingen hebben de Comitia centuriata, de gegoede klassen, niet langer het monopolie op de macht in Rome.
- De Kelten dringen op naar het westen. De Galaten trekken plunderend door Hellas en Klein-Azië. Als ze uiteindelijk worden verslagen vestigen ze zich in de landstreek die later Galatië wordt genoemd.
- De Parisii vestigen zich langs de Seine.

Azië
- Asoka is de derde heerser van het Mauryarijk. Zijn regering begint met veroveringen. Acht jaar na het begin van zijn koningschap verovert hij na een bloedige strijd Kalinga, grofweg de huidige deelstaat Odisha. Met deze verovering bereikt het Mauryarijk zijn maximale omvang.
- Koning Asoka laat de pilaren van Asoka op belangrijke plaatsen in zijn rijk neerzetten. Op deze pilaren, maar ook op rotsen en in grotten, zijn de edicten van Asoka aangebracht, inscripties over het religieuze leven, zijn beleid als koning en over hervormingen die hij doorvoert. De religieuze inscripties betreffen veelal praktische boeddhistische leringen, maar ook leringen van andere religies als het jaïnisme en het brahmanisme. In deze inscripties maant koning Asoka zijn volk ook aan om religieuze tolerantie te praktiseren.
- China wordt verenigd onder de Qin-dynastie en voltooit de Chinese Muur.
- De Tao Te Ching (Boek van Weg en Deugd), een verzameling van 81 korte Chinese teksten, wordt geschreven. Het staat op naam van Laozi; het is echter waarschijnlijk dat de Tao Te Ching niet door één auteur geschreven is, maar een verzameling wijsheden van meerdere schrijvers is.

De Xiongnu wonen in droge steppegebieden, die hen nopen tot een nomadenbestaan met kuddes schapen, paarden of geiten. Hun hoogontwikkelde vaardigheid als ruiter en jager maakt hen vanzelf ook sterke strijders. De 
clanstructuur waarin zij leven, maakt hen bovendien loyaal en snel te mobiliseren. Het uitvoeren van rooftochten, in met name China, wordt daardoor al snel een levenswijze
- Rond ongeveer 300 v.Chr. begint op Honshu de Yayoiperiode. De

Yayoicultuur dringt het zuiden van Japan binnen via Korea. Het voert onder andere ijzeren voorwerpen en rijstlandbouw in. Men gaat van de rijst ook sake maken.
Wetenschap
- volgens  Aristarchus van Samos is de zon het centrum van het heelal, beweegt de aarde in één jaar om de zon en in één dag om haar eigen as en is de sfeer van de sterrenhemel onbeweeglijk. Zijn heliocentrisch wereldbeeld vindt geen steun bij zijn tijdgenoten.
- De Koninklijke Bibliotheek van Alexandrië wordt opgericht in de hoofdstad Alexandrië van het Grieks-Egyptische Rijk door koning Ptolemeus II 'Philadelphus'. De hellenistische wiskundige Euclides ontwikkelt er de vlakke meetkunde.
- Erasistratos van Ceos is een Grieks geneeskundige in Alexandrië. Zijn werk is op verschillende vlakken erg vooruitstrevend: Beschrijving van het hart waarbij hij vooral aandacht heeft voor de hartkleppen, die nog steeds naar hem zijn genoemd. Hij ziet het hart als een pomp voor het bloed. Hij erkent het systeem van de slokdarm en beschrijft de peristaltische beweging van de maag en darmen, Hij erkent het belang van de hersenen als centrum voor het bewustzijn.
- De Oud-Griekse astronoom en geograaf Eratosthenes heeft zich als eerste beziggehouden met het berekenen van geografische lengte en breedte en hij hanteert daarvoor een nullijn door Alexandrië.
- Eratosthenes schat de omtrek van de aarde rond 240 v.Chr.. Hij heeft van een plaats in Egypte gehoord waar de Zon bij de zomerzonnewende recht boven staat en bepaalt langs meetkundige weg dat de aarde een omtrek van 250.000 stadia moet hebben.
- De Hellenistische filosofie brengt nieuwe filosofische stromingen, zoals het cynisme, de Cyreense School en het Epicurisme.

Lage landen
- De oevers van de Utrechtse Vecht worden intensief bewoond.

## Belangrijke personen van de 3e eeuw v.Chr.

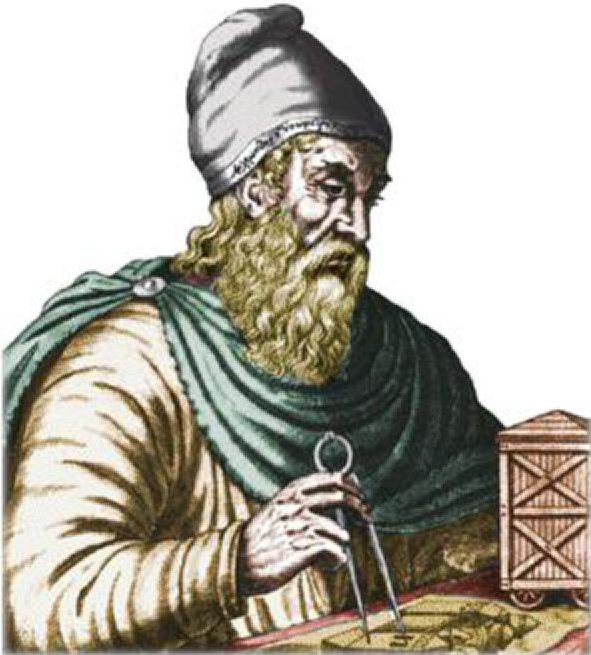
Fantasieportret van Archimedes met passer, 1740. Er zijn geen contemporaine afbeeldingen van Archimedes bekend.

- Archimedes, Grieks wis- en natuurkundige uit de Hellenistische Oudheid
- Hannibal Barkas, Carthaags veldheer en berucht strateeg
- Qin Shi Huangdi, eerste keizer van het Chinese Keizerrijk

<< · 299-290 · 289-280 · 279-270 · 269-260 · 259-250 · 249-240 · 239-230 · 229-220 · 219-210 · 209-200 · >>
<< · 10e · 9e · 8e · 7e · 6e · 5e · 4e · 3e · 2e · 1e · >>